# Der Star
 (avril 2024).
Si vous disposez d'ouvrages ou d'articles de référence ou si vous connaissez des sites web de qualité traitant du thème abordé ici, merci de compléter l'article en donnant les références utiles à sa vérifiabilité et en les liant à la section « Notes et références ».
Der Star est une chanson de schlager, écrite et composée par Detlef Petersen. Interprétée par Tony Marshall, elle remporte le concours de sélection de l'Allemagne au Concours Eurovision de la chanson 1976. Cependant la chanteuse israélienne Nizza Thobi (de) révèle qu'elle avait chanté la chanson gagnante Der Star en 1973, même avec l'autorisation du compositeur Detlef Petersen. La chanson était également connue de la GEMA. Elle est alors disqualifiée.

## Production
Detlef Petersen écrit le titre en 1972 et le soumet à Peer Musikverlag de Hambourg. L'année suivante, il est enregistré par Nizza Thobi avec d'autres chansons pour un disque. Une sortie est rejetée par la maison de disques BASF Records, car elle ne croit pas que les chansons connaissent le succès. Der Star est réalisée dans la version de Thobi par Robert Puschmann. L'arrangeur est Horst Lubitz. Dans le cadre d'une procédure judiciaire, la maison de disques accorde à l'artiste tous les droits sur les morceaux enregistrés et lui remet les enregistrements.
En décembre 1972, Peer Musikverlag propose le titre à Jack White. Aucune facture n'est disponible pour la chanson, on suppose que la chanson ne fut jamais publiée auparavant. Le règlement de l'association faîtière des musiciens allemands (SPIDEM), chargée de sélectionner le titre pour l'Eurovision, précise notamment que le titre à soumettre ne peut pas avoir été publié auparavant. Enfin, la chanson, désormais chantée par Tony Marshall, est présentée pour la première fois le 31 janvier 1976 dans l'émission télévisée de sélection Ein Lied für Den Haag.
Le 18 février 1976, il est annoncé que Tony Marshall avait remporté le vote préliminaire avec plus de 118 000 votes du public. Le lendemain, Horst Lubitz déclare avoir entendu la chanson dans la version de Marshall pour la première fois lors de l'annonce du résultat. Elle est arrangée avec la même formation orchestrale que Lubitz avait enregistrée à l'époque avec des musiciens de la Hessischer Rundfunk. Quatre jours plus tard, la chanteuse israélienne Nizza Thobi révèle qu'elle avait chanté la chanson gagnante Der Star en 1973, même avec l'autorisation du compositeur Detlef Petersen. Thobi et Lubitz jurent alors avoir déjà interprété le titre dans diverses discothèques. Peu de temps après, le SPIDEM décide de disqualifier le titre, car il viole la réglementation selon laquelle le texte et la musique avaient été publiés au préalable.
En conséquence, la sélection est pour la chanson arrivée deuxième Sing Sang Song interprétée par Les Humphries Singers.

## Postérité
Le 24 février 1976, ZDF invite Marshall et Thobi à l'émission Die Drehscheibe, mais Marshall ne se présente pas.
Selon Marshall, la chanson fut enregistrée en plusieurs langues, car elle pouvait atteindre les cinq premières places du Concours. Il remet aussi en question la légalité de la disqualification, puisque la discothèque où Thobi aurait interprété la chanson n'a jamais été retrouvée. Une version française intitulée Joue ta vie sort sur son album Meine Wunschmelodien de 1978. En 2008, il enregistre une nouvelle version du morceau avec son fils Marc Marshall.